# Chặc khế gỗ
Chặc khế gỗ hay còn gọi là Huỳnh đàn lớn (danh pháp khoa học: Dysoxylum arborescens) là một loài thực vật có hoa trong họ Meliaceae. Loài này được (Blume) Miq. mô tả khoa học đầu tiên năm 1868.